# Бона д’Артоа
Вижте пояснителната страница за други личности с името Бона.
Бона д’Артоа (на френски: Bonne d’Artois; * 1396; † 17 септември 1425, Дижон) от Дом Артоа, е чрез женитба графиня на Невер и на Ретел и от 1424 до 1425 г. херцогиня на Бургундия.

## Живот
Тя е дъщеря на Филип д’Артоа (* 1358, † 1397), граф на Йо и конетабъл на Франция, и съпругата му Мария I дьо Бери (* 1375, † юни 1434), херцогиня на Оверн, графиня на Монпансие и френска принцеса. Тя има двама братя и една сестра – Шарл (* 1394 † 1472), граф на Йо, Филип (* 1395 † 1397), Катерина (* ок. 1397 † 1420), от 1416 съпруга на Жан дьо Бурбон-Каранси, господар на Каранси и Совини, родоначалник на клона Бурбон-Каранси.
През 1396 г. нейният баща участва в битката при Никопол, попада в плен и умира девет дена преди освобождението му.
Бона д’Артоа се омъжва на 20 юни 1413 г. в Енен-Бомон за Филип II Бургундски (* 1389 † 1415), граф на Невер и Ретел. Тя е неговата втора съпруга. Бракът е отпразнуван в Замъка на Бомон (отъждествяван с Бомон ан Артоа или Бомо сюр Оаз). Този съюз между по-малкия брат на херцога на Бургундия Жан Безстрашни и внучката на херцога Жан дьо Бери се счита за „залогът на крехкото помирение между арманяци и бургундци след епизода на въстанието на Кабошените“.
Съпругът ѝ е убит в битката при Аженкур на 25 октомври 1415 г., след само 2-годишен брак, оставяйки я вдовица с двама много малки сина. След смъртта му най-големият им син Шарл, който е само на 1 година, става граф на Невер. Бона е регентка на сина си от 1415 до 1424 г. Тя наследява леля си Жана д'Артоа като господарка на Дрьо и на Уден.
Между 1419 и 1423 г. Бона основава в Десиз, в замъка на графовете на Невер, кларисински манастир на, реформиран от Колет дьо Корби.
На 30 ноември 1424 г. в Мулен-Анжилбер Бона се омъжва за племенника на покойния си съпруг, Филип III Добрия (* 1396, † 1467), херцог на Бургундия, вдовец от 1422 г. Тя умира в Дижон 10 месеца след втория си брак. Погребана е в Чертога „Шампол“ – династичен некропол на херцозите на Бургундия от Дом Валоа и тяхното семейство.

## Деца
От Филип II Бургундски има децата:
- Шарл I (* 1414 † 1464), граф на Невер и на Ретел
- Жан II (* 1415, Кламси, † 1491), от 1464 граф на Невер и на Ретел